# Withius madagascariensis
Espèce
Synonymes
- Chelifer madagascariensis Ellingsen, 1895

Withius madagascariensis est une espèce de pseudoscorpions de la famille des Withiidae.

## Distribution
Cette espèce est endémique de Madagascar.

## Description
Le mâle holotype mesure 3 mm.

## Étymologie
Son nom d'espèce, composé de madagascar et du suffixe latin -ensis, « qui vit dans, qui habite », lui a été donné en référence au lieu de sa découverte, Madagascar.

## Publication originale
- Ellingsen, 1895 : Description d'une espèce nouvelle de l'ordre des Chernètes. Bulletin de la Société Zoologique de France, vol. 20, p. 137-138 (texte intégral).